# Estadio Fernando Torres
El Estadio Fernando Torres es un recinto deportivo situado en la ciudad española de Fuenlabrada, en la Comunidad de Madrid y es propiedad del Ayuntamiento de Fuenlabrada.
Se sitúa en el Camino del Molino, en los nuevos barrios de la ciudad, encajado en el distrito Hospital-Vivero-Universidad. 
Fue inaugurado en 2011 y su aforo actual es de 6000 personas gracias a la ampliación realizada al ascender a la segunda división (La Liga SmartBank).

## Descripción
En este estadio disputa sus encuentros como local el Club de Fútbol Fuenlabrada y está nombrado así en honor al futbolista Fernando Torres, natural de la localidad. Este estadio fue inaugurado el 1 de septiembre de 2011, con un partido de fútbol entre los equipos del C. F. Fuenlabrada y el Club Atlético de Madrid con los padres del jugador internacional Fernando Torres como invitados de honor. Anteriormente realizó una visita oficial el propio jugador internacional, donde hizo un saque de honor junto al alcalde Manuel Robles, el día que se le hizo entrega de la 1ª Medalla de Oro de la Ciudad de Fuenlabrada, por su trayectoria deportiva profesional.
El estadio tiene una capacidad para más de 6000 espectadores, con 1800 asientos en la grada de tribuna fija, unos 500 en la tribuna baja, unas 1000 butacas en el fondo y 2500 en el lateral que se luce a las televisiones. Desde el mes de agosto de 2019 el estadio está en un periodo de una amplia reforma para adaptarse a las exigencias de La Liga en segunda división, intentando durante toda la temporada tener la capacidad de 6000 espectadores pero realizado con gradas fijas y no con las gradas supletorias actuales.
Está ubicado junto a la M-407, goza de buenas conexiones con municipios cercanos como Leganés, Moraleja de Enmedio, Griñón, Serranillos del Valle o Carranque. Además, la proximidad de la M-506 favorece el tránsito hacia y desde Madrid Centro gracias a sus múltiples conexiones y a otras ciudades cercanas como Pinto, Móstoles o Alcorcón entre otras.
El estadio de fútbol se engloba dentro de una ciudad deportiva más amplia, dotada de tres pistas cubiertas de fútbol sala, piscinas cubiertas y de verano, pistas de pádel y de tenis, y salas de fitness.

## Ubicación y acceso
El estadio se ubica en Fuenlabrada, concretamente en el camino del Molino s/n, en el barrio del Vivero y en el distrito de Hospital-Vivero-Universidad. Ocupa la manzana delimitada entre el camino del Molino, calle de la Medicina, calle de los Girasoles y la M-407. 

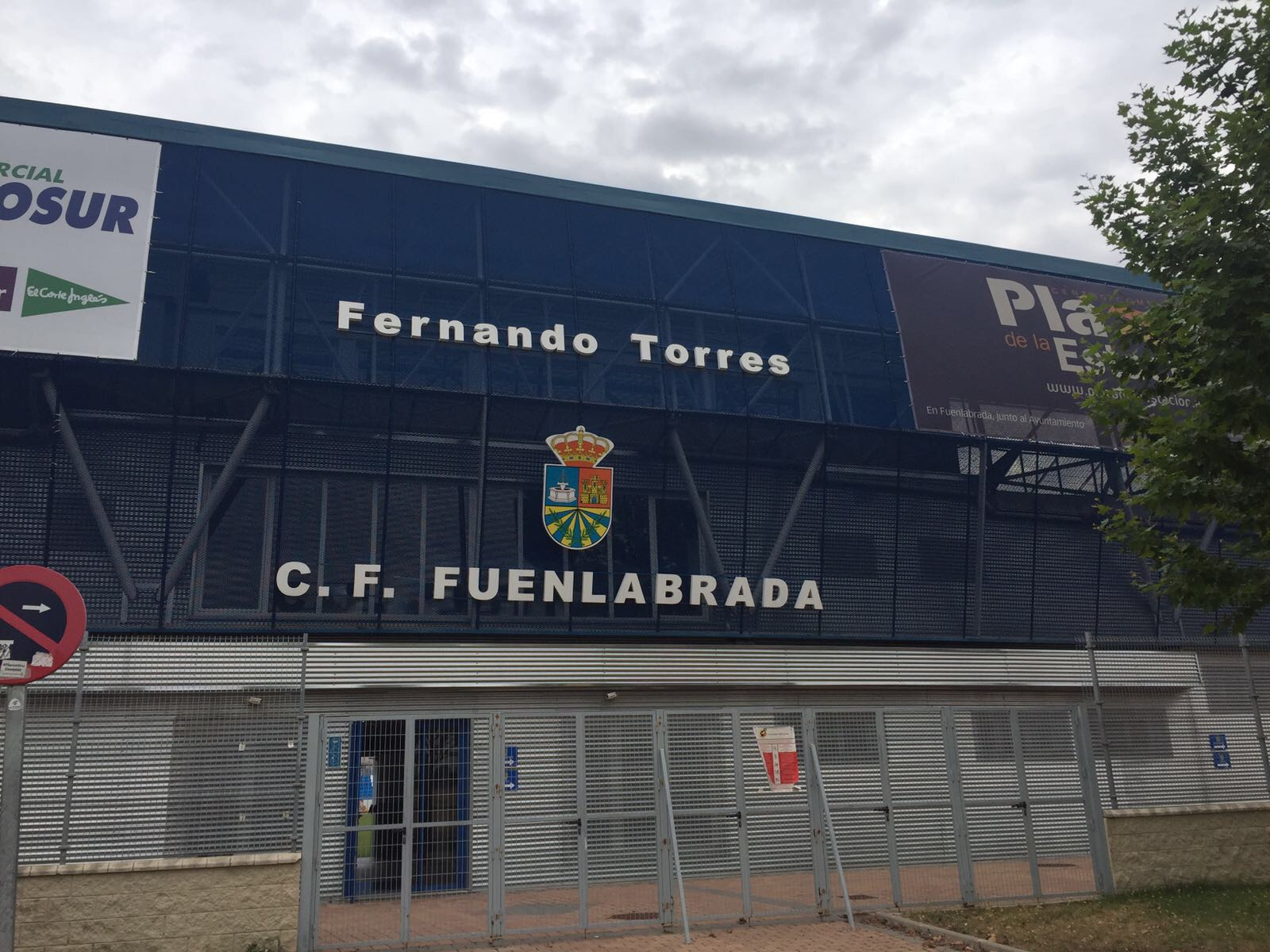
Fachada principal

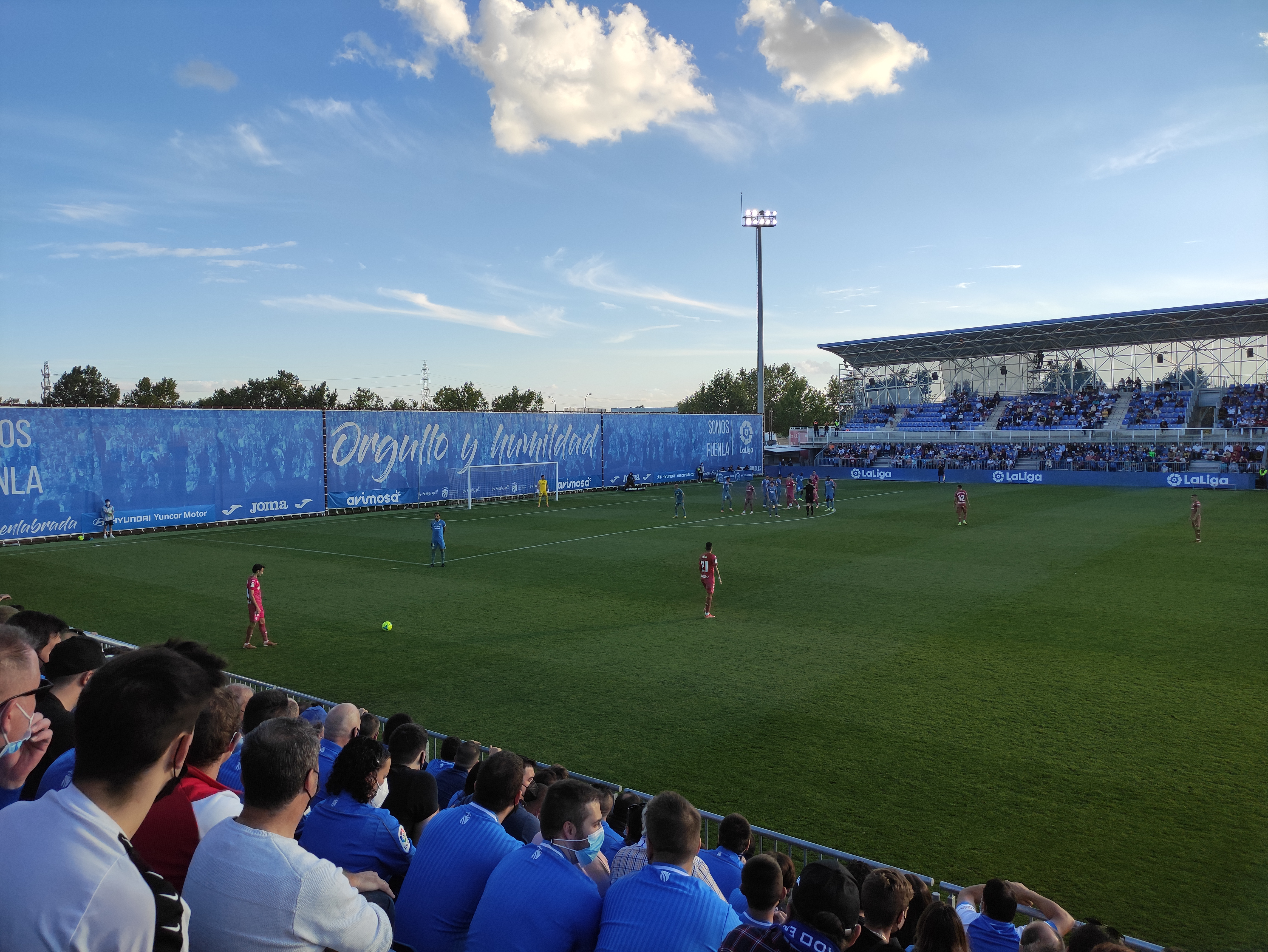
Partido disputado en el estadio Fernando Torres entre el Club de Fútbol Fuenlabrada y el CD Leganés en octubre de 2021 (2:1)

### Acceso en coche
- Por la  M-407 , salida número 5 dirección Hospital/Universidad.
- Por la  M-506 , salida dirección Hospital/Universidad.
- Desde el centro de la ciudad por la calle de Francia.
- Desde el barrio de Loranca por Paseo Loranca o por la Calle de Clara Campoamor.

### Acceso en transporte público
- Autobús urbano: Líneas L1 (Polígono Sevilla - Parque Miraflores), y L4 (La Fuente - Loranca).
- Hospital de Fuenlabrada, de la línea  de Metro (a unos 15 minutos andando del estadio). Hasta este intercambiador también se puede acceder con las siguientes líneas de autobuses:
  -  Urbanos: Líneas L1 (Polígono Sevilla - Parque Miraflores), L2 (Circular Verde), L3 (Circular Roja), L4 (La Fuente - Loranca), L5 (Nocturna).
  -  Interurbanos: 496 (Universidad de Fuenlabrada - Arroyomolinos Xanadú).
- Loranca, de la línea  de Metro (a unos 20 minutos andando del estadio). Hasta este intercambiador también se puede acceder con las siguientes líneas de autobuses:
  -  Urbanos: Líneas L1 (Polígono Sevilla - Parque Miraflores), L4 (La Fuente - Loranca), L5 (Nocturna).
  -  Interurbanos: 493 (Madrid Aluche - Fuenlabrada Urb. Loranca), 527 (Móstoles Estación FFCC - Fuenlabrada Urb. Loranca).